# 難波恒雄
難波 恒雄（なんば つねお、1931年11月8日 - 2004年7月24日）は、日本の生薬学者。薬学博士。大阪府出身。

## 略歴
- 1962年 大阪大学　薬学博士　学位論文は「附子・烏頭類の生薬学的研究」[1]。
- 富山医科薬科大学名誉教授
- 中国薬科大学（南京）名誉教授
- 瀋陽薬学院客座教授
- 吉林省中医中薬研究院名誉研究員
- 南京中医学院名誉教授
- 成都中医学院名誉教授
- 湖北中医学院（武漢）名誉教授
- 北京医科大学客座教授
- 四川省中薬研究所（重慶）客座研究員

## 論文
- 国立情報学研究所収録論文 国立情報学研究所